# Farnham (Essex)
Farnham es un pequeño pueblo en Essex, Inglaterra, situado cerca de Bishop's Stortford. Las características principales son la escuela primaria Farnham Church of England Primary School, la iglesia y el pub Three Horseshoes en Hazel End, que algunos consideran una aldea por derecho propio. La población es de aproximadamente 300 habitantes, aumentando a 410 en el censo de 2011. Está dividido en varias áreas, como Farnham, Hazel End, Bell's Cottages, Saven End y Farnham Green. El nombre se deriva del nombre de Fernham (Hámlet en los helechos).
Este pueblo también es mencionado en la Crónica Anglosajona como escenario de una batalla entre el ejército del rey Alfred y un ejército vikingo que había capturado un gran botín de guerra en 893. El rey Alfred derrotó a los vikingos y recuperó el botín.
Þa hie gefengon micle herehyð, & þa woldon ferian norþweardes ofer Temese in on Eastseaxe ongean þa scipu. Þa forrad sio fierd hie foran, & him wið gefeaht æt Fearnhamme, & þone here gefliemde, & þa herehyþa ahreddon...
Ellos (los vikingos) habían cogido ahora mucho botín, y lo trasladarían hacia el norte sobre el Támesis hasta Essex, para encontrarse con sus barcos. Pero el ejército (del rey Alfred) cabalgó ante ellos, luchó con ellos en Farnham, derrotó a sus fuerzas, y allí detuvo el botín...
Farnham es mencionado en el Libro de Domesday como uno de los asentamientos en Clavering cien.

## Escuela Primaria Farnham
Farnham C of E Primary School es una escuela primaria en Farnham, Essex, Inglaterra. La escuela primaria de Farnham se encuentra en la frontera del condado de Essex/Herts, a una distancia de tres kilómetros de Stansted Mountfitchet y Bishop's Stortford, y acoge alumnos de ambos condados.
Fundada en 1874, Farnham es la escuela primaria más pequeña de Essex, con 32 alumnos en 2014. Tiene dos clases: Sauce (desde la Recepción hasta el Año 3) y Castaño de Indias (Año 4 al Año 6). Los niños que se gradúan de Farnham en su mayoría asisten a escuelas secundarias en Bishop's Stortford y se encuentran en el área de admisión prioritaria de Birchwood High Schools.
La escuela está en federación con la más grande de la cercana Rickling Church of England Primary School, donde los alumnos visitan semanalmente para actividades de enriquecimiento curricular, incluyendo arte, jardinería, teatro, yoga y deportes. Ambas escuelas comparten un jefe ejecutivo y un jefe adjunto. El subdirector enseña la clase de Castaño de Indias en Farnham.
Farnham primario goza constantemente de buenos resultados SATS. En 2013, el 100% de los alumnos de sexto curso alcanzaron el nivel 4+ y el 50% alcanzaron el nivel 5 en matemáticas y lectura. Esto se compara muy favorablemente con el promedio nacional y supera a la mayoría de las escuelas de la zona.
En 2014, la escuela fue objeto de una campaña de alto perfil para mantenerla en Farnham y evitar que se trasladara a la cercana Stansted Mountfitchet, como lo proponen el Consejo del Condado de Essex y la Junta de Educación Diocesana de Chelmsford. Las propuestas fueron unánimemente rechazadas por los consejos parroquiales de Farnham y Stansted y la iglesia parroquial de Farnham. En respuesta, los directores de escuela votaron para rechazar las propuestas.